# Mike Veitch
Michael "Mike" Veitch (15 augustus 1960), is een Schotse darter.

## Carrière
Veitch maakte zijn televisiedebuut op de World Professional Darts Championship 1990. Hij verloor in de eerste ronde van Brian Cairns met 0-3. Het zou nog twaalf jaar duren voordat Veitch terugkeerde naar de Lakeside Country Club om opnieuw te spelen op het toernooi.
Hij won een aantal niet op televisie uitgezonden Open-evenementen, waaronder de Scottish Open in 2004, de Welsh Classic in 2005 en het England Open in 2006. Zijn beste jaar op Lakeside kwam in 2006 toen Veitch in de eerste ronde Ulf Ceder met 3-1 versloeg. In de tweede ronde versloeg hij Stephen Roberts met 4-3. In de kwartfinale verloor Veitch van Martin Adams met 2-5. In 2002 won Veitch de WDF Europe Cup Teams. Schotland versloeg Nederland in de finale met 9-8.

## Resultaten op Wereldkampioenschappen

### BDO
- 1990: Laatste 32 (verloren van Brian Cairns met 0-3)
- 2002: Laatste 32 (verloren van Co Stompé met 0-3)
- 2005: Laatste 16 (verloren van Raymond van Barneveld met 1-3)
- 2006: Kwartfinale (verloren van Martin Adams met 2-5)
- 2007: Laatste 16 (verloren van Mervyn King met 2-4)
- 2008: Laatste 32 (verloren van Scott Waites met 1-3)

### WDF
- 1993: Laatste 64 (verloren van Geoff Wylie met 3-4)
- 2001: Laatste 64 (verloren van Jacques Langston met 2-4)
- 2003: Laatste 16 (verloren van Martin Adams met 2-4)
- 2005: Laatste 64 (verloren van Brian Buur met 3-4)
- 2007: Laatste 128 (verloren van Ian Brown met 3-4)
- 2009: Laatste 128 (verloren van Andrei Ratnikov met 2-4)